# Juan Miguel Bákula
Juan Miguel Bákula Patiño (Huaura, Huacho, Lima, Perú, 17 de febrero de 1914 - Miraflores, Lima, 18 de octubre de 2010) fue un historiador, escritor y  diplomático peruano.

## Biografía
Fue hijo de Juan Clímaco Bákula Pacheco, exportador de algodón, y de Antonia Patiño Albarracín. En 1941 desposó a Laura Budge Nosiglia, con quien tuvo cinco hijos.

## Estudios
Sus primeros estudios los hizo en el Colegio de las Monjas de la Reparación y luego, desde cuarto de primaria y toda la secundaria, en el Colegio de la Inmaculada de los jesuitas, en Lima.
Fue doctor en Derecho. Estudió en la Universidad Nacional Mayor de San Marcos y en la Pontificia Universidad Católica del Perú también de Lima. Además, hizo dos años de Ciencias Económicas y otro tanto de Humanidades.

## Vida diplomática
Se incorporó al Ministerio de Relaciones Exteriores del Perú el 4 de enero de 1934 como mecanógrafo meritorio y al Servicio Diplomático del Perú el 31 de octubre de 1939 hasta que decidió renunciar, al día siguiente del autogolpe de Estado del 5 de abril de 1992.
Fue director de Fronteras de la Cancillería por largos años; representante del Perú en todos los países limítrofes; director de la Academia Diplomática, y, finalmente, viceministro de Relaciones Exteriores (1963-1964).
Fue también Embajador del Perú en Francia entre 1975 y 1978. "Una de las grandes figuras de la diplomacia peruana de todos los tiempos", según declaraciones del canciller José Antonio García Belaúnde al lamentar su pérdida.

## Las doscientas millas
Juan Miguel Bákula Patiño tuvo un rol sobresaliente en la consagración de la tesis de las 200 millas del mar territorial peruano, en la Conferencia de las Naciones Unidas sobre el Derecho del Mar y como secretario general de la Comisión Permanente del Pacífico Sur.

## Estudioso de los límites fronterizos
Juan Miguel Bákula fue un diplomático que dedicó los 50 años de su carrera profesional a estudiar y compenetrarse con el tema de las fronteras del Perú. Esa experiencia vasta le enseñó a distinguir claramente lo que es "determinante" de lo que es "consecuente" en la definición del concepto de fronteras.
El embajador Bákula manifestó en un discurso que "Lo esencial es la formación del espacio nacional, o sea, la manera como se expresa el esfuerzo del país por ocupar su territorio. Otra cuestión distinta es la delimitación territorial con hitos, que no es otra cosa sino una operación mecánica, objetiva". "Las fronteras no existen porque se coloque un hito. Las fronteras existen porque hasta allí llegaron los hombres de uno y otro lado con su esfuerzo, su voluntad y su trabajo".

## Premios
El 20 de octubre de 2003, el embajador Juan Miguel Bákula recibió el Premio Southern Perú 2003. También recibió la Medalla José de la Riva-Agüero y Osma por la Pontificia Universidad Católica del Perú. Igualmente le fue otorgada la Orden al Mérito por Servicios Distinguidos en el grado de Gran Cruz por parte de la República del Perú. El 26 de agosto del 2010 (a menos de 2 meses de su fallecimiento) es distinguido con el grado de doctor honoris causa por parte de la Universidad Nacional Mayor de San Marcos. Todas estas distinciones constituyen los reconocimientos más importantes al trabajo intelectual en el Perú.

## Condecoraciones
- Gran Cruz de la Orden al Mérito de Chile
- Gran Cruz de la Orden de Mayo de Argentina
- Gran Cruz de la Orden de la Estrella Brillante de China
- Comendador de la Orden Nacional al Mérito de Ecuador
- Comendador de la Orden de Isabel la Católica
- Oficial de la Orden de la Cruz del Sur de Brasil
- Oficial de la Legión de Honor de Francia
- Medalla de la Orden de Río Branco de Brasil
- Gran oficial de la Orden de San Carlos de Colombia
- Gran cruz de la Orden al Mérito por Servicios Distinguidos del Perú
- Gran cruz de la Orden al Mérito del Servicio Diplomático del Perú José Gregorio Paz Soldán del Perú

## Publicaciones
Entre sus más de 40 obras, se pueden mencionar:
- "Perú: Entre la realidad y la utopía. 180 años de política exterior" (2002), obra que ofrece una visión distinta pero a la vez complementaria a las visiones tradicionales sobre la formación del estado peruano y de la historia sobre las relaciones internacionales peruanas.
- "El Perú en el reino de lo ajeno:Historia interna de la acción externa". Publicado por el Fondo Editorial de la Universidad de Lima, 2007.
- "La gestión internacional del Perú. Personajes, estudio de casos y documentos".

- "El dominio marítimo del Perú". Publicado en 1985 por la Fundación MJ Bustamante de la Fuente.